# Шуец
Шуец (на албански: Shuec или Shueci) е село в Албания в община Девол, област Корча.

## География
Селото е разположено в подножието на планината Сува гора, на северния бряг на Малото Преспанско езеро, северно от Билища под върховете Спиле, Осое (1336 m), Чобан (1227 m) на запад и граничните Тъпан (1326 m) и Голина (1400 m) на изток.

## История
Южно над селото, на брега на Малкото Преспанско езеро са останките от праисторическата крепост Градища.
В XV век в Шуч са отбелязани поименно 69 глави на домакинства. Боривое Милоевич пише в 1921 година („Южна Македония“), че Шуец има 8 къщи арнаути мохамедани.
До 2015 година селото е част от община Прогър.